# Магальська сільська територіальна громада
Магальська сільська громада — територіальна громада України, в Чернівецькому районі Чернівецької області. Адміністративний центр — село Магала.
Площа громади — 82,88 км², населення — 9675 мешканців (2018).
Утворена 2 серпня 2017 року шляхом об'єднання Магальської та Рідківської сільських рад Новоселицького району.

## Населені пункти
До складу громади входять 5 сіл: Буда, Магала, Остриця, Прут та Рідківці.